# Miss Brasil 2005
Miss Brasil 2005 foi a 51ª edição do tradicional concurso de beleza feminino de Miss Brasil, válido para a disputa de Miss Universo 2005. Esta edição foi realizada no dia catorze de abril no Golden Room do luxuoso hotel "Copacabana Palace" no estado do Rio de Janeiro. A gaúcha eleita Miss Brasil 2004, Fabiane Niclotti coroou Carina Beduschi de Santa Catarina ao fim da competição. O concurso foi transmitido pela Band, sob a apresentação da Miss Brasil 1997 Nayla Micherif e dos atores da novela teen Floribella: Roger Gobeth, Juliana Silveira, Maria Carolina Ribeiro e Igor Cotrim. O evento contou ainda com Simoninha e a banda Bossacucanova como atrações musicais.

## Resultados

### Colocações
| Posição                 | Estado e Candidata |
| ----------------------- | --- |
| Vencedora               | - Santa Catarina - Carina Beduschi |
| 2º. Lugar               | - Paraná - Patrícia Reginato |
| 3º. Lugar               | - Espírito Santo - Ariane Colombo |
| 4º. Lugar               | - Tocantins - Francielly Araújo |
| 5º. Lugar               | - Minas Gerais - Tatiane Alves |
| (TOP 10) Semifinalistas | - Amazonas - Danielle Souza - Bahia - Danielle Abrantes - Rio de Janeiro - Carolina Pires - Rio Grande do Sul - Eunice Pratti - São Paulo - Glenda Saccomano |

### Prêmios especiais
A candidata mais votada pelo site do concurso garantiu vaga no Top 10:
| Prêmio            | Estado e Candidata             |
| ----------------- | ------------------------------ |
| Miss Simpatia     | - Bahia - Danielle Abrantes    |
| Miss Voto Popular | - São Paulo - Glenda Saccomano |

### Ordem dos anúncios
| 1. São Paulo 2. Rio de Janeiro 3. Tocantins 4. Bahia 5. Espírito Santo 6. Rio Grande do Sul 7. Paraná 8. Minas Gerais 9. Santa Catarina 10. Amazonas | 1. Minas Gerais 2. Tocantins 3. Espírito Santo 4. Paraná 5. Santa Catarina |  |  |

## Resposta Final
Questionada pela pergunta final sobre a eleição do Papa João Paulo II como o homem do ano, a vencedora respondeu:
| “ | Boa Noite à todos! O papa, ele foi um ícone mundial porque ele lutou por ideais que todas as religiões lutam, e com isso ele conseguiu unir os povos. Além disso, ele tem um carisma, humildade, uma força moral que encanta todas as pessoas. Por isso que eu acho ele pode ser considerado como o homem desse ano. | ” |

## Jurados
Ajudaram a eleger a campeã:
| 1. Cláudia Simões, estilista; 2. Neiva Buaiz, empresária; 3. Vanessa de Oliveira, modelo; 4. Astrid Fontenelle, apresentadora; 5. Narcisa Tamborindeguy, socialite; 6. Adriane Bonato, divulgadora cultural; 7. Adalgisa Colombo, Miss Brasil 1958; 8. Felipe Veloso, produtor de moda; 9. Antônio Salani, fotógrafo; 10. Zezé Motta, atriz; | 1. Lila Colzani, estilista; 2. Pedro Galvão, empresário; 3. Leila Schuster, Miss Brasil 1993; 4. Débora Sauer, diretora de criação; 5. Martha Vasconcellos, Miss Universo 1968; 6. Drº Almir Nácul, cirurgião plástico; 7. Martha Rocha, Miss Brasil 1954; 8. Celso Kamura, beauty stylist; 9. Ricardo Vieira, joalheiro; |

## Candidatas
Disputaram o título este ano:
| - Acre - Suzana Oltramari - Alagoas - Aline Roberta Serafim da Rocha - Amapá - Monique de Paula Houat - Amazonas - Danielle Costa de Souza - Bahia - Danielle Cristine Abrantes de Oliveira - Ceará - Daniela Amaral Silva - Distrito Federal - Adriana Watanabe Bambora - Espírito Santo - Ariane Colombo - Goiás - Nevilla Nyoiche Veloso Palmieri | - Maranhão - Telécia Neves de Souza - Mato Grosso - Fernanda Mara Frasson - Mato Grosso do Sul - Laila Teixeira Ramos - Minas Gerais - Tatiane Kelen Barbosa Alves - Pará - Fernanda de Fátima Barreto e Silva - Paraíba - Lilian Vasconcelos Moura - Paraná - Patrícia Reginato - Pernambuco - Carolline de Castilhos Medeiros - Piauí - Verônica Scheren de Oliveira | - Rio de Janeiro - Carolina Soares Pires - Rio Grande do Norte - Kelyanne F. Medeiros - Rio Grande do Sul - Eunice Vieira Pratti - Rondônia - Fabiana Cortez - Roraima - Thaynná de Melo Batista - Santa Catarina - Carina Schlichting Beduschi - São Paulo - Glenda Saccomano Castro - Sergipe - Claudianne Bomfim dos Santos - Tocantins - Francielly de Oliveira Araújo |

## Repercussão

### Cobertura & Audiência
Ao contrário do ano anterior, a Band fez uma cobertura mais simples para o Miss Brasil deste ano. Neste ano, a direção artística do evento ficou a cargo do veterano Juca Silveira, 49 anos e 28 deles dentro da emissora. O evento começou com a apresentação, por Astrid Fontenelle, de um making-of de 30 minutos sobre o dia-a-dia e a preparação das candidatas para o concurso. O concurso propriamente dito começou às 22h30 e terminou à 0h30 do dia 15 de abril, quando Carina Beduschi foi coroada. Nos dias anteriores ao evento, a emissora exibiu mini-entrevistas com as misses estaduais (também exibidas nos intervalos da programação) e matérias especiais em sua linha de shows e telejornais de rede.
Em relação ao ano anterior, a Band perdeu audiência com a transmissão do Miss Brasil. Na medição do Ibope realizada na Grande São Paulo (principal centro de decisões do mercado publicitário do país), a transmissão do concurso teve média de 6 e pico de 8 pontos, o que deixou a emissora em quarto lugar. Em termos percentuais, isso significou uma queda de 1 ponto para a média geral e de 4 pontos para o pico de audiência. À época, cada ponto equivalia a 49,5 mil espectadores na capital paulista.